# Ethornell

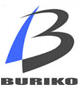

Ethornell는 주식회사 부리코가 개발하고 있는 범용 게임 엔진이다. 마이크로소프트 윈도우에서 동작한다. 이전에는 Darios Sawm가 개인적으로 개발을 하고 있었다.